# Xi Zhongxun
Xi Zhongxun (15 de octubre de 1913-24 de mayo de 2002) fue un revolucionario comunista chino y líder político. Se le considera de la primera generación de dirigentes chinos. Son numerosas y amplias sus contribuciones a la revolución comunista china y al desarrollo de la República Popular, desde la fundación de bases guerrilleras comunistas en el noroeste de China en la década de 1930 hasta el inicio de la liberalización económica en el sur del país en la década de 1980. Fue conocido por su moderación política y por los reveses que sufrió en su carrera. Fue encarcelado y purgado varias veces. Su segundo hijo es el actual Secretario General del Partido Comunista Chino, Xi Jinping.
Ayudó a la fundación de bases guerrilleras comunistas en el noroeste de China en la década de 1930. Fue encarcelado y purgado varias veces. Estuvo casado con la escritora Qi Xin.

## Primeros años y educación
Xi nació el 15 de octubre de 1913, en el seno de una familia terrateniente, en el condado rural de Fuping, Shaanxi. En mayo de 1926 se afilió a la Liga de la Juventud Comunista de China y participó en manifestaciones estudiantiles en la primavera de 1928, por lo que fue encarcelado por las autoridades gobernantes nacionalistas.En la cárcel, se afilió al Partido Comunista Chino (PCCh) en 1928.

## Carrera

### Ejército Rojo
En 1930, Xi fue nombrado por el partido para trabajar en el Guominjun bajo las órdenes de Yang Hucheng.En marzo de 1932, dirigió un infructuoso levantamiento dentro de ese ejército en Liangdang, Gansu. Posteriormente, se unió a las guerrillas comunistas al norte del río Wei. En marzo de 1933, se unió a Liu Zhidan y a otros para fundar el Área Soviética de la Región Fronteriza de Shaanxi-Gansu (Shaangan), y se convirtió en el presidente del gobierno del área soviética mientras dirigía las guerrillas para resistir las incursiones nacionalistas y expandir el área soviética.A principios de 1935, las zonas soviéticas de la frontera Shaanxi-Gansu y Shaanxi del Norte se fusionaron para formar la Zona de Base Revolucionaria del Noroeste y Xi se convirtió en uno de los líderes de la zona de base. Pero en septiembre de 1935, junto con Liu Zhidan y Gao Gang, fue encarcelado durante una campaña de rectificación izquierdista dentro del partido. Según cuenta él mismo, estaba a cuatro días de ser ejecutado cuando el presidente del PCCh, Mao Zedong, llegó al lugar y ordenó la liberación de Xi y sus camaradas.La base guerrillera de Xi en el Noroeste dio refugio a Mao Zedong y al centro del partido, y les permitió poner fin a la Larga Marcha. Se dice que la "Base Revolucionaria del Noroeste de Xi salvó al Centro del Partido y el Centro del Partido salvó a los revolucionarios del Noroeste". Con el tiempo, la base se convirtió en el Soviet de Yan'an, sede del movimiento comunista chino hasta 1947.

### Guerra chino-japonesa
Durante la segunda guerra sino-japonesa, Xi permaneció en el Soviet de Yan'an para gestionar los asuntos civiles y militares, impulsar la producción económica dentro del Soviet y aplicar las políticas del partido. Era conocido por evaluar las políticas basándose en valoraciones empíricas y por resistirse al extremismo "izquierdista" a la hora de aplicar las directrices del partido. En el VII Congreso Nacional del Partido Comunista Chino, celebrado en agosto de 1945, fue nombrado miembro suplente del Comité Central y director adjunto del departamento de organización del partido, encargado de tomar las decisiones relativas al personal. En el ocaso de la Segunda Guerra Mundial en China, derrotó un ataque nacionalista contra el soviet Yan'an en Futaishan y ayudó a la fuga de la 359 Brigada de Wang Zhen de las Llanuras del Norte de China.

### Guerra civil china y transición de posguerra
Al estallar la guerra civil entre comunistas y nacionalistas a principios de 1947, Xi permaneció en el noroeste de China para coordinar la protección y posterior reconquista de la zona soviética de Yan'an. Como comisario político, Xi y el comandante Zhang Zongxun derrotaron a los nacionalistas al oeste de Yan'an en la batalla de Xihuachi en marzo de 1947. Después de que Yan'an cayera en manos de Hu Zongnan el 19 de marzo de 1947, Xi trabajó en el estado mayor de Peng Dehuai en las batallas para retomar Yan'an y capturar la China del Noroeste.Xi dirigió el trabajo político de la Oficina de Asuntos Políticos y Militares del Noroeste, encargada de llevar el gobierno comunista a las zonas recién capturadas del Noroeste. Como tal, Xi era conocido por su política moderada y el uso de medios no militares para pacificar las zonas rebeldes.
Xi criticó en ocasiones el movimiento de reforma agraria, y defendió la posición del campesinado medio. A medida que aumentaba la violencia en 1948, Xi informaba de que los activistas del noroeste a veces habían designado falsamente a los terratenientes y fabricado la lucha.En 1952, Xi Zhongxun detuvo la campaña de Wang Zhen y Deng Liqun para aplicar la reforma agraria y la lucha de clases a las regiones pastoralistas de Xinjiang. Xi, basándose en la experiencia de Mongolia Interior, desaconsejó asignar etiquetas de clase y librar una lucha de clases entre los pastores, pero Wang y Deng hicieron caso omiso y dirigieron la confiscación de ganado a los terratenientes y de tierras a las autoridades religiosas. Estas políticas exacerbaron el malestar social en el norte de Xinjiang, donde acababa de sofocarse la revuelta de Ospan Batyr. Con el apoyo de Mao, Xi revirtió las políticas, hizo que Wang Zhen fuera relevado de Xinjiang y liberó de la cárcel a más de mil pastores.
En julio de 1951, tras la derrota comunista de los ejércitos de la Camarilla Ma en Qinghai, los restos de los señores de la guerra musulmanes incitaron a la rebelión entre los miembros de las tribus tibetanas.Entre los que tomaron las armas se encontraba el jefe Xiang Qian de la tribu Nganglha, en el este de Qinghai. Mientras el Ejército Popular de Liberación enviaba tropas para sofocar la revuelta, Xi Zhongxun abogó por una solución política.Numerosos enviados, entre ellos Geshe Sherab Gyatso y el Panchen Lama, fueron a negociar. Aunque Xiang Qian rechazó docenas de ofertas y el EPL consiguió capturar las aldeas del jefe, Xi siguió buscando una solución política. Liberó a los miembros de las tribus capturados, ofreció condiciones generosas a Xiang Qian y perdonó a los que habían participado en la sublevación. En julio de 1952, Xiang Qian regresó de su escondite en las montañas, juró lealtad a la República Popular y fue invitado por Xi a asistir a la ceremonia de graduación del Colegio de las Nacionalidades en Lanzhou. En 1953, Xiang Qiang se convirtió en jefe del condado de Jainca. Mao comparó el hábil trato de Xiang Qian con la conciliación de Zhuge Liang con Meng Huo en el Romance de los Tres Reinos. 
Cuando el 14º Dalai Lama visitó Pekín en 1954 para asistir durante varios meses a reuniones políticas y estudiar chino y marxismo, Xi pasó tiempo con el líder tibetano, que recordaba cariñosamente a Xi como "muy amistoso, comparativamente abierto de mente, muy agradable".El Dalai Lama regaló a Xi un reloj Omega Cuando el hermano del Dalai Lama visitó Pekín a principios de la década de 1980, Xi aún llevaba ese reloj.

### Altos cargos en Beijin, purga
En septiembre de 1952, Xi Zhongxun se convirtió en jefe del departamento de propaganda del partido y supervisó las políticas culturales y educativas.En el VIII Congreso Nacional del Partido Comunista Chino, celebrado en 1956, fue elegido miembro del Comité Central del PCCh. En 1959, fue nombrado vice primer ministro y trabajó a las órdenes del primer ministro Zhou Enlai en la dirección de las funciones legislativas y de investigación política del Consejo de Estado.
En 1962, fue acusado por Kang Sheng de liderar una camarilla antipartido por apoyar la Biografía de Liu Zhidan, y purgado de todos sus cargos directivos. La biografía, escrita por Li Jiantong (李建彤) para conmemorar al antiguo camarada de Xi que murió mártir del partido en 1936, fue supuestamente un esfuerzo encubierto para subvertir al partido rehabilitando a Gao Gang, otro antiguo camarada que había sido purgado en 1954. Xi Zhongxun se vio obligado a hacer autocrítica y en 1965 fue degradado al puesto de subdirector de una fábrica de tractores de Luoyang. Durante la Revolución Cultural fue perseguido, encarcelado y pasó largas temporadas confinado en Pekín.Recuperó la libertad en mayo de 1975 y fue destinado a otra fábrica de Luoyang.

### Como alto funcionario de Guangdong
Una vez finalizada la Revolución Cultural, Xi fue plenamente rehabilitado en la Tercera Sesión Plenaria del 11º Comité Central del PCCh, en diciembre de 1978. De 1978 a 1981, ocupó cargos directivos en la provincia de Guangdong, sucesivamente como segundo y primer secretario provincial, gobernador y comisario político de la Región Militar de Guangdong. En Guangdong, estabilizó el gobierno provincial y comenzó a liberalizar la economía.
Cuando llegó por primera vez a Guangdong, le dijeron que el gobierno provincial llevaba mucho tiempo luchando por contener el éxodo de chinos a Hong Kong desde 1951. En aquella época, el salario medio diario en Guangdong era de 0,70 yuanes, aproximadamente una centésima parte del de Hong Kong. Xi comprendió la disparidad de niveles de vida y abogó por la liberalización económica en Guangdong. Para ello, necesitaba ganarse a los dirigentes de Pekín, escépticos ante la economía de mercado. En reuniones celebradas en abril de 1979, convenció a Deng Xiaoping para que permitiera a Guangdong tomar sus propias decisiones de política comercial exterior e invitara a la inversión extranjera a proyectos en zonas experimentales a lo largo de la frontera provincial con Hong Kong y Macao y en Shantou, que cuenta con una gran diáspora extranjera. En cuanto al nombre de las zonas experimentales, Deng dijo: "llamémoslas 'zonas especiales', [después de todo, su] Región Fronteriza Shaanxi-Gansu empezó como una 'zona especial'". Deng añadió: "El Gobierno Central no tiene fondos, pero podemos darte algunas políticas favorables". Tomando prestada una frase de sus días de guerra de guerrillas, Deng le dijo a Xi: "Tienes que encontrar un camino, luchar por una salida sangrienta".  Xi presentó una propuesta formal sobre la creación de zonas especiales, más tarde rebautizadas como zonas económicas especiales, y en julio de 1979, el centro del partido y el Consejo de Estado aprobaron la creación de las cuatro primeras zonas económicas especiales.

### Jubilación
En 1981, Xi regresó a Pekín y fue elegido vicepresidente del Comité Permanente de la Asamblea Popular Nacional, además de presidir la Comisión de Asuntos Jurídicos. En calidad de tal, supervisó la redacción de numerosas leyes. En septiembre de 1982, fue elegido miembro del Politburó y del Secretariado del PCCh. En 1987, Deng Xiaoping y el poderoso anciano Chen Yun no estaban satisfechos con la inclinación liberal de Hu Yaobang y convocaron una reunión para obligar a Hu a dimitir como secretario general del PCCh. Xi fue el único que defendió a Hu. Xi se retiró de la función pública en marzo de 1993 y pasó la mayor parte de sus años de jubilación en Shenzhen.

## Vida personal y muerte
En 1936, Xi se casó en Shaanxi con Hao Mingzhu, sobrina del combatiente revolucionario Wu Daifeng. La unión duró hasta 1944, y la pareja tuvo tres hijos: un varón, Xi Fuping (alias Xi Zhengning), y dos hijas, Xi Heping y Xi Ganping. Según los registros oficiales, Xi Heping murió durante la Revolución Cultural debido a la persecución, por lo que los historiadores han llegado a la conclusión de que lo más probable es que se suicidara bajo coacción. Poco se sabe de Xi Ganping, salvo que estaba jubilada en 2013 y que aparece regularmente en reuniones de príncipes rojos. Xi Zhengning, por su parte, fue investigador en el Ministerio de Defensa, pero más tarde siguió una carrera burocrática; murió en 1998.
En 1944, Xi Zhongxun se casó con Qi Xin, su segunda esposa, y tuvo cuatro hijos: Qi Qiaoqiao, Xi An'an, Xi Jinping y Xi Yuanping. Xi Jinping se convirtió en Secretario General del Partido Comunista Chino y Presidente de la Comisión Militar Central desde el 15 de noviembre de 2012, y es Presidente de China desde marzo de 2013.
Xi Zhongxun falleció el 24 de mayo de 2002. A su funeral y posterior cremación en Cementerio Revolucionario de Babaoshan el 30 de mayo asistieron líderes del partido y del Estado, entre ellos el presidente Jiang Zemin, el primer ministro Zhu Rongji y el vicepresidente Hu Jintao. Sus cenizas fueron enterradas en el cementerio que lleva su nombre, en el condado de Fuping.
Su necrológica oficial lo describió como "un destacado revolucionario proletario", "un gran soldado comunista" y "uno de los principales fundadores y líderes de las bases de apoyo revolucionarias de la región fronteriza de Shaanxi-Gansu".

## Memoria
En octubre de 2013, con motivo del centenario del nacimiento de Xi Zhongxun, el régimen chino rindió un homenaje especial al padre de Xi Jinping, actual presidente de China. Para conmemorar la ocasión, se publicó una colección de obras de Xi Zhongxun.

### Fuetes
- Andrésy, Agnès (2016). Xi Jinping: Red China, the Next Generation. Lanham, MD: University Press of America. ISBN 9780761866015.
- China's New Rulers: The Secret File, Andrew J. Nathan and Bruce Gilley, The New York Review Book
- The Origins of the Cultural Revolution, Vol. 3 : The Coming of the Cataclysm, 1961-1966 (Columbia University Press, 1997)

## Otros sitios web
- Wikimedia Commons alberga una categoría multimedia sobre Xi Zhongxun.

- Biography of Xi Zhongxun, China Vitae
- (en chino) Biography of Xi Zhongxun
- Esta obra contiene una traducción  derivada de «Xi Zhongxun» de Wikipedia en inglés, concretamente de esta versión del 28 de enero de 2024, publicada por sus editores bajo la Licencia de documentación libre de GNU y la Licencia Creative Commons Atribución-CompartirIgual 4.0 Internacional.
- Esta obra contiene una traducción  derivada de «Xi Zhongxun» de Wikipedia en inglés simple, concretamente de esta versión del 28 de enero de 2024, publicada por sus editores bajo la Licencia de documentación libre de GNU y la Licencia Creative Commons Atribución-CompartirIgual 4.0 Internacional.

- Datos: Q301282
- Multimedia: Xi Zhongxun / Q301282